# Joan Cornelis van der Hoop
Joan Cornelis van der Hoop (L'Aia, 18 maggio 1742 – L'Aia, 13 marzo 1825) fu un avvocato, procuratore e ministro olandese e, all'epoca della repubblica delle Sette Province Unite, ricopriva importanti incarichi sotto il re Guglielmo I e, con l'eccezione del periodo batavico-francese, lasciò un profondo segno nella marina olandese. Una strada porta il suo nome ad Amsterdam. Fece parte della famiglia Hope.

## Biografia
Cornelis van der Hoop era il figlio più giovane di Adriaan van der Hoop, segretario del Consiglio di Stato. Egli apparteneva ad un ramo alla famiglia Hoop (o Hope), proprietari della Hope & Co.. Dopo gli studi a Leida, divenne avvocato e si fece rapidamente un nome. Divenne segretario dell'Associazione del Suriname ad Amsterdam, posizione ottenuta grazie all'aiuto del sindaco Joachim Rendorp. Nel 1781 divenne procuratore generale dell'ammiragliato di Amsterdam durante la quarta guerra anglo-olandese. Van der Hoop lavorava da casa al Prinsenhof. Nell'estate del 1782, sempre nel contesto della quarta guerra anglo-olandese, venne ideato un piano per far navigare una squadriglia olandese intorno a Brest, insieme a una flotta francese, e poi navigare contro l'Inghilterra, ma questo si trasformò in una debacle. Dopo la sconfitta fu finalmente instaurata una migliore cooperazione tra le flotte. Van der Hoop si consultò con la principessa Guglielmina di Prussia su numerosi tentativi di catturarlo, senza successo. In seguito successivamente mantennero i contatti e una corrispondenza. Un inglese definì "Mr. van der Hoop [...] [un] importante gentiluomo dello stato".
Nel 1785 entrò in conflitto con l'amministrazione degli ammiragliati. Nell'agosto del 1787 Van der Hoop prestò due navi dalla commissione di difesa di Amsterdam per il pattugliamento dello Zuiderzee. L'ambizioso Pieter Paulus,collega di Joan a Rotterdam, litigò con questo per le riforme all'interno della marina, dopo un tentativo di riunire le cinque ammiragli e centralizzare le nomine. Dopo il 1787 Van der Hoop lasciò le sue ambizioni politiche, deluse dall'atteggiamento passivo dello statolder e si ritirò dalla vita pubblica.
Dal febbraio 1795 lui e Van Kinsbergen rimasero in carica solo per alcuni mesi e poi tornarono a essere cittadini privati. Negli anni successivi, Van der Hoop si impegnò al massimo per recuperare il suo credito finanziario nei confronti dell'Ammiragliato. Van der Hoop si rifiutò di ricoprire una carica pubblica, consegnando le chiavi della città a Guglielmo I il 2 dicembre 1813. Pochi giorni dopo fu presidente dell'amministrazione temporanea di Amsterdam e poco dopo commissario generale (ministro) della Marina. Sotto le sue cure apparve un regolamento dopo l'altro. Joan non viaggiava quasi mai, e mai molto più lontano di Den Helder e Vlissingen.
Cornelis fu il padre di Adriaan van der Hoop, il banchiere e collezionista d'arte che donò gran parte della sua collezione alla città di Amsterdam e che creò il Rijksmuseum per ospitarla.

## Medaglie
- Cavaliere di Gran Croce dell'Ordine del Leone dei Paesi Bassi.[1]
- Cavaliere della Legion d'onore.[senza fonte]